# František Peštál
František Peštál st. (9. prosince 1903, Třebíč – 25. ledna 1977, Třebíč) byl český amatérský geolog, amatérský archeolog a sběratel minerálů.

## Biografie
František Peštál se narodil v roce 1903 v Třebíči. Věnoval se mapování historické těžby v okolí Třebíče, věnoval se výzkumu a sběru minerálů v okolí Třebíče. Roku 1942 se narodil jeho syn František Peštál jr., který pokračoval v jeho práci a posmrtně vydal některá díla Františka Peštála staršího.
Od 30. let 20. století se jako první věnoval základnímu archeologickému průzkumu Hradiska u Kramolína a následně na průzkumu spolupracoval s Josefem Skutilem z Moravského zemského muzea. František Peštál byl rádcem geologa Stanislava Houzara.